# Е.С.Т.
„Е.С.Т.“ (пълно име Электро-судорожная терапия – „Електро-конвулсивна терапия“) е рок група в Москва, Русия.

## История
Групата е основана през 1987 година от Жан Сагадеев. Първата им изява е на фестивала „Свердловск-Металлопластика“. Е.С.Т. бързо трупат популярност и през 1989 издават демо-албумът си Russian Vodka, продуциран от Валерий Гаина. Групата тръгва на турнета по ФРГ и бързо предизвиква интереса на феновете. Немската звукозаписна компания Destiny Records издава албума им Electro Shock Therapy, който получава одобрението на западната музикална преса. През 1991 издават „Проба пера“, отново продуциран от Гаина. Същата година групата участва на фестивала Monsters of rock, където свирят на една сцена с Металика, Пантера и AC/DC. През 1993 е издадена и първата компилация с най-доброто от Е.С.Т.
През 1995 излиза следващият им албум, озаглавен 13. Песента Нет, слышишь, нет става хит, а клипът често е пускан по руските телевизии. В следващата година провеждат няколко концерта с актьора Валерий Золотухин, изпълнявайки песните от филма „Бумбараш“. Заедно със Золотухин групата записва песента Маша-Маша, която влиза в албума „Терапия для души“ от 1998. Издаден е и концертният албум Живая коллекция. През 2003 издават албума Злой рок, а в хитове се превръщат Рок-злодей, Круши всё на х*й! и Ночние волки.
През 2005 издават последният си албум Подъемъ!, а също така излиза и компилация от поредицата „Легенди на руския рок“. Групата престава да съществува когато вокалистът Жан Сагадеев се самоубива. През 2012 бившите членове на Е.С.Т. възстановяват групата. През 2013 започва спор между бившите и настоящите членове на Е.С.Т. за правата върху името. Съставът, който възражда групата през 2012 г. се преименува на „Черная гвардия“, а Е.С.Т. продължава дейносста си в състав Андрей Гернеза, Василий Билошитский, Марат Михаенян и Михаил Сагал.

## Дискография

### Албуми
- Russian Vodka (демо) (1989)
- Electro Shock Therapy (1989)
- Проба Пера (1991)
- 13 (1995)
- Терапия для души (1998)
- Злой рок (2003)
- Подъёмъ! (2005)
- Черная гвардия (2013)

### Концертни
- Live in Moscow Outskirts (1992)
- Живая Коллекция (1998)
- 91/01	(2002)
- History 1988 – 2000 (2002)
- Летопись (2005)

### Компилации
- E.S.T. – ЭТО BEST (2002)
- Легенды русского рока: Э.С.Т (2004)